# 1999 RW214
1999 RW214, também escrito como 1999 RW214, é um objeto transnetuniano (TNO) que está localizado no cinturão de Kuiper, uma região do Sistema Solar. Este corpo celeste é classificado como um cubewano. Ele possui uma magnitude absoluta (H) de 7,3 e, tem um diâmetro estimado com cerca de 153 km, por isso existem poucas chances que o mesmo possa ser classificado como um planeta anão, devido ao seu tamanho relativamente pequeno.

## Descoberta
1999 RW214 foi descoberto no dia 06 de setembro de 1999 pelos astrônomos J. X. Luu, C. A. Trujillo e D. C. Jewitt.

## Órbita
A órbita de 1999 RW214 tem uma excentricidade de 0.073 e possui um semieixo maior de 42.955 UA. O seu periélio leva o mesmo a uma distância de 41.985 UA em relação ao Sol e seu afélio a 43.926.